# Alexander Alexandrowitsch Nowikow (General)

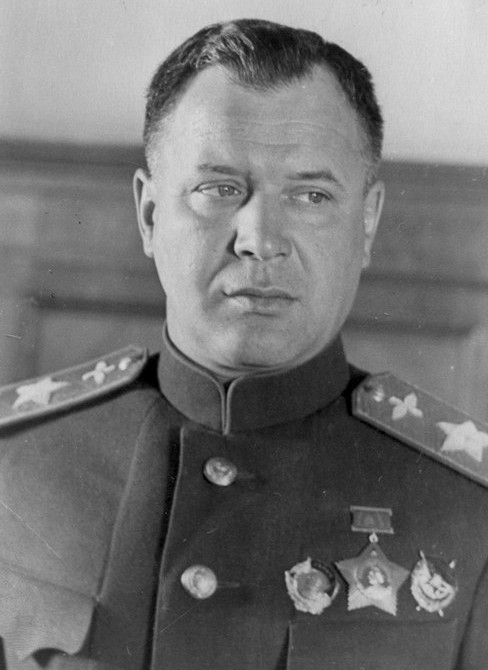
Alexander Alexandrowitsch Nowikow, Hauptmarschall der Waffengattung

Alexander Alexandrowitsch Nowikow (russisch Алекса́ндр Алекса́ндрович Но́виков; * 19. November 1900 im Dorf Krjukowo, Nerechta, Gouvernement Kostroma, Russisches Kaiserreich; † 3. Dezember 1976 in Moskau, RSFSR, UdSSR) war ein russisch-sowjetischer Militärführer im Zweiten Weltkrieg, Hauptmarschall der Flieger, Kommandeur und Oberbefehlshaber der Luftstreitkräfte der Sowjetunion von 1942 bis 1946 und zweifacher Held der Sowjetunion (1945).

## Werdegang
Nowikow wurde in eine Arbeiterfamilie hineingeboren. Zwischen 1915 und 1918 besuchte er die Kirche und das Lehrerseminar in Chrenowsk in der Oblast Woronesch. Die Anfangszeit seiner militärischen Laufbahn fiel in die heiße Phase des Russischen Bürgerkrieges. Als Infanterist der Roten Armee kämpfte Nowikow gegen die Armee der Weißen Bewegung. Nach dem Sieg der Bolschewiki diente er im 384. Regiment der 7. Armee und beteiligte sich an der Niederschlagung des Kronstädter Matrosenaufstandes von 1921. Während der militärischen Kampagne gegen die Guerilla-Kämpfer im Kaukasus fungierte er als Zugführer der 43. Infanteriedivision der 7. Armee.
Von 1922 bis 1927 setzte Nowikow seine Offizierslaufbahn bei der Kaukasischen Rotbanner-Armee fort und stieg dort zum Bataillonskommandeur auf. Seine Einheiten waren federführend bei der Unterdrückung des August-Aufstandes in Georgien 1924.
1930 absolvierte Nowikow die Michail-Frunse-Militärakademie in Moskau (heute Allgemeine Militärakademie der Russischen Streitkräfte). Im Februar 1931 wurde er zum Chef der operativen Abteilung des 11. Garde-Gewehrkorps im Weißrussischen Militärbezirk.
1933 wechselte Nowikow zu den Luftstreitkräften und diente in den ersten zwei Jahren als Einsatzleiter, bevor er 1935 das Kommando über das 42. leichte Bombengeschwader übernahm. Während des Großen Terrors wurde er 1937 kurzzeitig aus der Kommunistischen Partei ausgeschlossen. 1938 rückte er zum Stabschef der Luftwaffe des Leningrader Militärbezirks auf. Für seine besonderen Verdienste im Winterkrieg wurde Nowikow zum General-Major befördert und mit dem Leninorden ausgezeichnet. Ab August 1940 befehligte er die Luftstreitkräfte des Leningrader Militärbezirks.

## Teilnahme am Deutsch-Sowjetischen Krieg
Mit dem Überfall der Wehrmacht auf die Sowjetunion im Juni 1941 waren die Lufteinheiten von Nowikow in verlustreiche Schlachten an der Leningrader Front verwickelt. Im April 1942 wurde er zum stellvertretenden Volksverteidigungskommissar der Sowjetunion für Luftfahrt ernannt und mit der Aufgabe beauftragt, die sowjetische Luftwaffe zu reorganisieren. Als Vertreter der obersten militärischen Führungsebene koordinierte Nowikow unmittelbar die Kampfhandlungen der Luftarmeen während der Schlacht von Stalingrad, der Luftschlacht über dem Kuban (April–Juni 1943), des Unternehmens Zitadelle, der Ostpreußischen Operation (1945) etc.
Am 17. März 1943 erhielt Nowikow als erster sowjetischer Militärführer die Auszeichnung Marschall der Waffengattung. Ein Jahr später wurde ihm Hauptmarschall der Truppengattung, zweithöchster Dienstrang der Roten Armee, verliehen. Für die Teilnahme an der Schlacht um Königsberg wurde Nowikow im April 1945 zum Helden der Sowjetunion erklärt. Dieselbe Ehrung bekam er wenige Monate später für die erfolgreiche Durchführung von Kampfmissionen während der Operation Auguststurm gegen Japan.

## Festnahme und Rehabilitierung
Im Zuge des sogenannten „Luftfahrtfalls“ wurde Nowikow im April 1946 von seinem Amt als Oberbefehlshaber der sowjetischen Luftwaffe entbunden und festgenommen. Er wurde beschuldigt, während des Deutsch-Sowjetischen Krieges Flugzeuge von minderwertiger Qualität eingesetzt zu haben, was den Tod von vielen sowjetischen Piloten und den Verlust zahlreicher Flugmaschinen zur Folge hatte. Per Beschluss des Militärkollegiums des Obersten Gerichtes der UdSSR vom 20. Mai 1946 wurde Nowikow zu 5 Jahren Freiheitsstrafe verurteilt. Ihm wurden alle militärischen Ehrungen, einschließlich der Titel Held der Sowjetunion, aberkannt.
Im Februar 1952 wurde Nowikow aus der Haft entlassen und im Juni 1953, drei Monate nach dem Tod von Joseph Stalin, rehabilitiert. Alle gegen ihn erhobenen Vorwürfe wurden fallen gelassen, und er bekam seine Auszeichnungen wieder zurück. Eine besondere Rolle spielte dabei Georgi Schukow.
Im März 1955 wurde Nowikow zum Kommandeur der sowjetischen Fernfliegerkräfte berufen und bekleidete gleichzeitig den Posten des stellvertretenden Oberbefehlshabers der Luftwaffe. Nach einem schweren Schlaganfall im Jahr 1966 trat Nowikow in den Ruhestand. Er starb am 3. Dezember 1976 und wurde im Nowodewitschi-Friedhof von Moskau beigesetzt.

## Privates
Nowikow war verheiratet und hat eine Tochter, die als Journalistin tätig ist.